# Epidendrum lagotis
Epidendrum lagotis är en orkidéart som beskrevs av Heinrich Gustav Reichenbach. Epidendrum lagotis ingår i släktet Epidendrum och familjen orkidéer.
Artens utbredningsområde är Venezuela. Inga underarter finns listade i Catalogue of Life.